# Niccolò Della Luna
Niccolò Della Luna (Firenze, 22 marzo 1410 – Firenze, dopo il 1450) è stato un umanista italiano.
(Vespasiano da Bisticci, Spicilegium Romanum, XV secolo)

## Biografia
Figlio dell'architetto Francesco Della Luna e di Alessandra Strozzi, studiò greco e latino con Francesco Filelfo e Carlo d' Arezzo per poi divenire maestro di greco lui stesso.
Attorno a lui, che rimase legato al magistero di Filelfo e prese a condividere quello di Leon Battista Alberti, e all'amico Matteo Palmieri negli anni trenta del Quattrocento si riunì un cenacolo di letterati, chiamato contubernium, che si riuniva in casa dei Della Luna e che era di ovvie simpatie filelfiane e strozziane e dunque in netta contrapposizione alla dittatura medicea.
A quel periodo dovrebbe risalire la sua raccolta, rimasta manoscritta, di massime morali e civili tradotte direttamente dagli autori greci e dal titolo Enchiridion de aureolis sentetiis et morali vita che dedicò all'amico e umanista Nicola di Vieri de' Medici.
Si compromise definitivamente con i Medici nel 1441 durante il Certame Coronario, una gara poetica ideata dall'Alberti, che aveva come tema il De vera amicitia.  Il suo intervento sul tema, in prosa, risultò essere politicamente troppo forte per il regime di Cosimo de' Medici e così entrò anche lui nelle censure e repressioni degli Otto di Guardia e Balia del maggio-giugno 1444.
Disperso il suo cenacolo e allontanato dalla vita culturale e intellettuale fiorentina, morì qualche anno dopo alla fine del 1450 o, probabilmente, nel 1451.